# (28) Bellone
(28) Bellone (désignation internationale (28) Bellona) est un astéroïde de la ceinture principale, découvert par Robert Luther le 1er mars 1854 à l'Observatoire de Düsseldorf.
Bellone est une déesse romaine de la guerre.
Bellone est, avec deux autres astéroïdes découverts par Luther, (35) Leucothée et (37) Fidès, l'un des seuls astéroïdes trouvés après 1851 à posséder un symbole astronomique : .